# Meli Valdés Sozzani

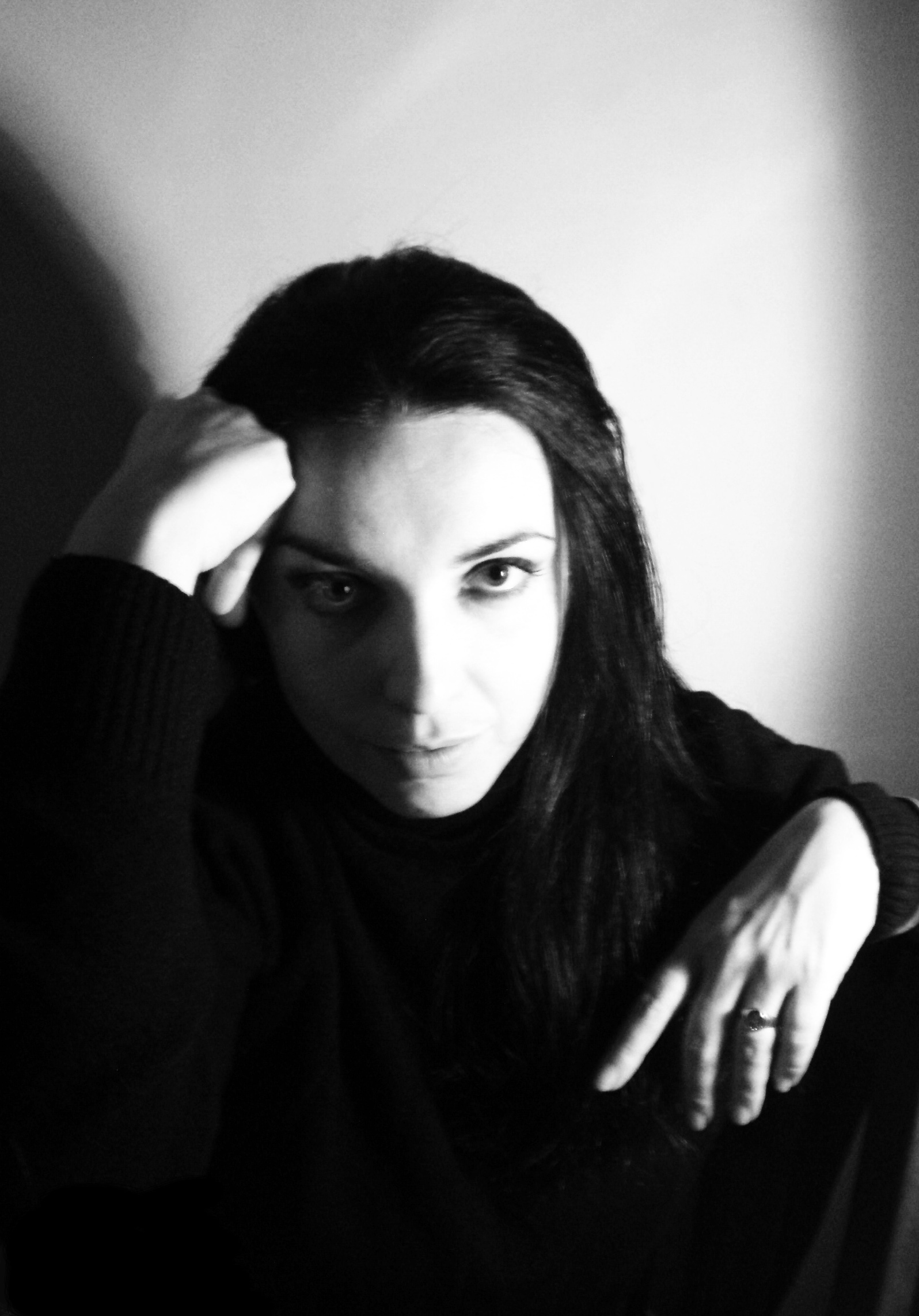

Meli Valdes Sozzani (La Plata, 1977) es una pintora argentina.

## Biografía
María Amelia Valdés Sozzani nace en La Plata, Provincia de Buenos Aires, Argentina, en 1977. Se inicia en la pintura desde muy joven realizando su primera exhibición en el año 1996. Sus primeros trabajos reciben la influencia del surrealismo, aunque de un carácter muy personal, haciéndose ya evidente el interés por el contenido simbólico más que onírico de las imágenes, rasgo característico de su obra futura.
En 1998 expone una serie de pinturas en Artexpo New York, en el Jacob K. Javits Center de la ciudad de Nueva York. En esa oportunidad recibe el Artist Pavilion Award en reconocimiento a la originalidad de su trabajo.
Sus obras han sido expuestas en numerosas ocasiones en su país, Estados Unidos e Italia.
En el año 2006 en colaboración con el escritor argentino Alejandro Córdoba Sosa, realiza una serie de cuarenta ilustraciones basadas en los microrrelatos que integran el libro Doscientos y un cuentos en miniatura.
En 2013 en ocasión del VII centenario del nacimiento de Giovanni Boccaccio realiza una serie de pinturas inspiradas en el Decamerón.
En 2014 se exponen por primera vez las ilustraciones originales del libro Doscientos y un cuentos en miniatura conjuntamente con los relatos que integran el libro.

## Estilo
La figuración en Meli Valdés Sozzani es un vehículo para explorar los significados profundos que palpitan detrás de lo concreto invitando a develar la sutil trama que se esconde detrás de la realidad. El tiempo, una constante temática en su obra, se traduce en enigmáticas imágenes de conmovedor lirismo.
Sus pinturas se caracterizan por una gran luminosidad y riqueza cromática.